# La Ville qui n'aimait pas son roi
 (août 2025).
Si vous disposez d'ouvrages ou d'articles de référence ou si vous connaissez des sites web de qualité traitant du thème abordé ici, merci de compléter l'article en donnant les références utiles à sa vérifiabilité et en les liant à la section « Notes et références ».
La Ville qui n'aimait pas son roi est un roman policier historique de Jean d'Aillon paru en 2009. Il s'agit du troisième tome du premier volume (La Guerre des trois Henri) de la série Olivier Hauteville.

## Résumé
En 1588, Navarre apprend que Condé est mort empoisonné et charge Olivier Hauteville d'enquêter. Ils se rendent à Saint-Jean-d'Angély et Olivier retrouve Cassandre[Qui ?]. Il l'épouse et les nouveaux mariés montent à Paris malgré l'hérésie de Cassandre. Montpensier lance un avis de recherche contre Olivier. Henri II de Guise vient à Paris et Poulain décide le roi Henri III à fuir. Cassandre est arrêtée. 
Peu après, Médicis dit à Poulain qu'il est le fils de Charles de Bourbon-Soissons et donc cousin de Cassandre et de Navarre. Cassandre s'évade, retrouve les hommes et tous fuient à Rouen pour retrouver le roi. Puis les Hauteville vont à La Rochelle. Guise et le roi se réconcilient et Guise est promu. Olivier et Poulain volent à Guise un convoi d'or espagnol. Le roi fait tuer Guise. Médicis meurt. Mayenne remplace son frère Guise. Le roi et Navarre se réconcilient. Olivier et Poulain vont à Paris. Le roi est tué et lègue le trône à Navarre : Henri IV. Cassandre vient à Paris que la Ligue conserve. Richelieu meurt en 1590. Mayenne se soumet en 1595.